# Franz Eisenhut
Franz Eisenhut (en hongrois : Eisenhut Ferencz ; en serbe : Франц Ајзенхут), né le 25 janvier 1857 à Bačka Palanka (alors en royaume de Hongrie) et mort le 2 juin 1903 à Munich, est un peintre orientaliste austro-hongrois.

## Biographie

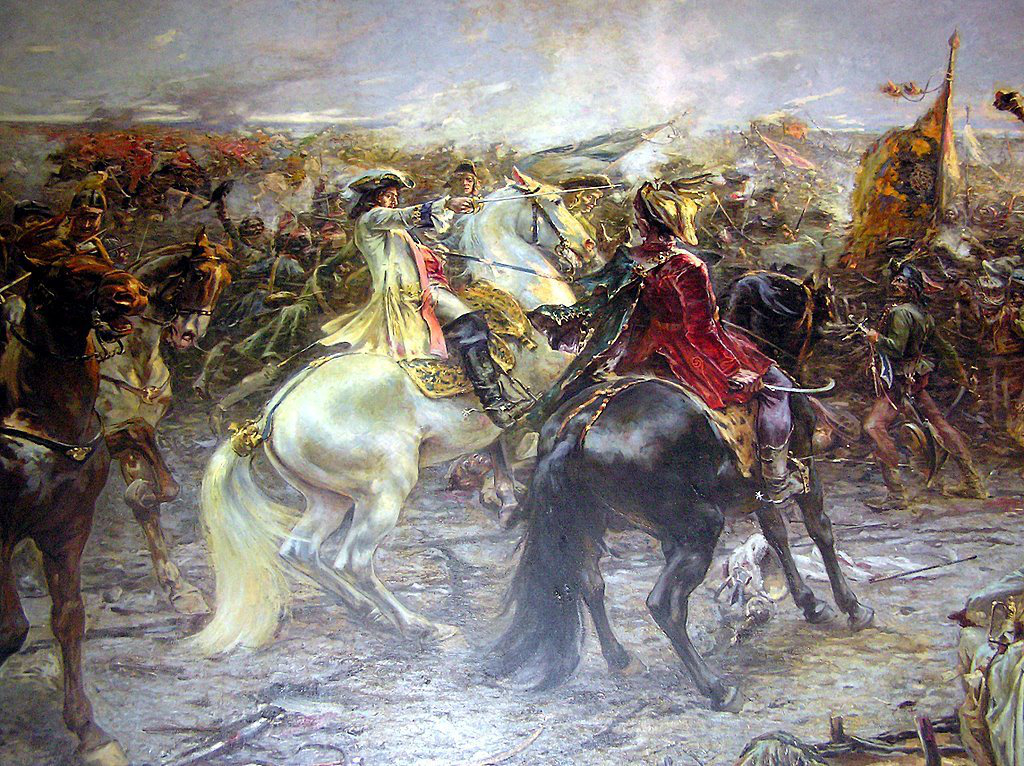
Bataille de Zenta (détail, 1896)

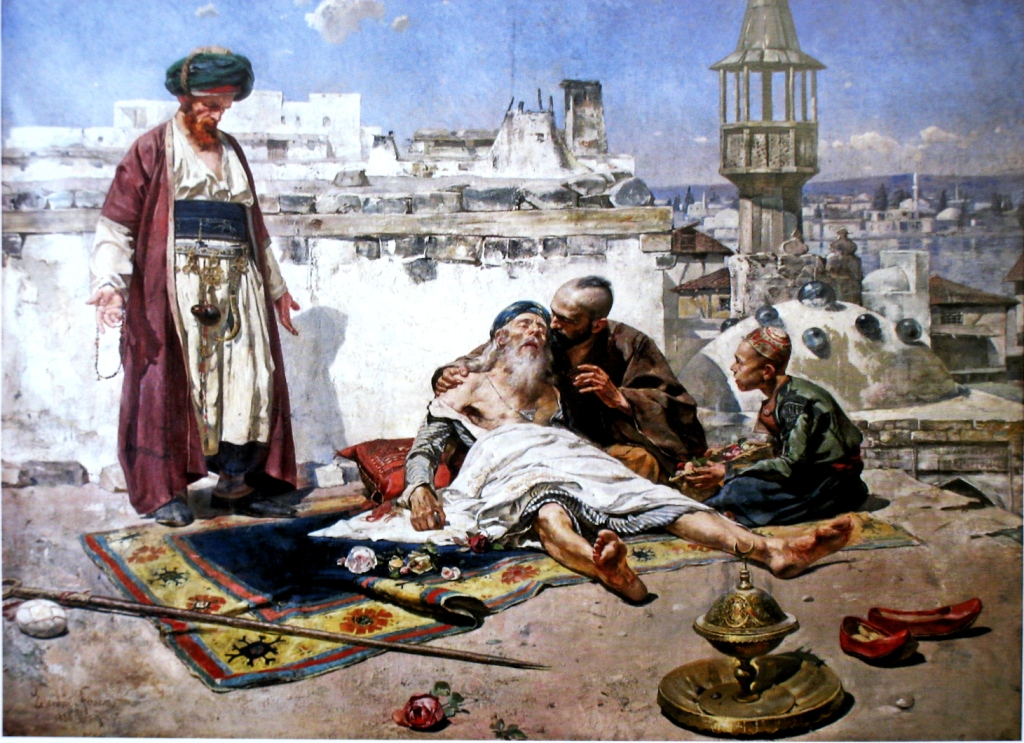
La Mort de Gül-Baba, 1886

Il étudie à l'Université hongroise des beaux-arts de Budapest de 1875 à 1877 puis à l'Académie des beaux-arts de Munich où il est élève de Gyula Benczúr. 
Après ses études il voyage en Orient et dans le Caucase et fait en 1884 se première exposition à Budapest. La même année il visite Bakou et Tbilissi puis en 1866 et 1887 se rend à Naples, en Tunisie et en Algérie. 
Il expose entre autres, à Munich, Paris et Madrid. Membre du Salon des artistes français, il y obtient une mention honorable en 1895. Il remporte aussi une médaille de bronze à l'Exposition universelle de 1900.